# Nicola Procaccini
Nicola Procaccini, född 21 januari 1976 i Rom, är en italiensk politiker (Italiens bröder). Han är ledamot av Europaparlamentet sedan 2019 och han hör där till Gruppen Europeiska konservativa och reformister (ECR). I februari 2023 utsågs Procaccini till en av ECR-gruppens två gruppledare.
I Europaparlamentet är han numera ordförande för delegationen för förbindelserna med länderna i Sydasien. Dessutom är han ledamot i talmanskonferensen, delegationsordförandekonferensen och utskottet för miljö, folkhälsa och livsmedelssäkerhet. Han är även suppleant för utskottet för jordbruk och landsbygdens utveckling och delegationen för samarbete i norr och för förbindelserna med Schweiz och Norge, till den gemensamma parlamentarikerkommittén EU–Island och till EES gemensamma parlamentarikerkommitté.